# ChemChina
ChemChina, también conocida como China National Chemical Corporation, es una compañía estatal china dedicada a la fabricación de productos agroquímicos, químicos, materiales de caucho, especialidades, equipamiento industrial y de procesamiento para la petroquímica. La compañía es de las mayores de China con una plantilla de 160,000 empleados en todo el mundo (86.000 de ellos fuera de China), y una facturación anual de 67.397 millones de dólares. En 2019, fue considerada la compañía número 144 de mayor tamaño del mundo, en base al ranking de Fortune Global 500. Entre las empresas más conocidas del grupo ChemChina, se encuentran el Grupo Syngenta, una empresa suiza líder en biotecnología y agroquímicos, y Pirelli, el fabricante italiano de caucho y neumáticos, de la cual ChemChina es propietaria del 45,5%.
En junio de 2020, ChemChina forma el Grupo Syngenta, el cual integra las compañías de Syngenta AG, ADAMA Ltd, y toda las compañías y activos de negocio de agricultura del grupo chino Sinochem, convirtiéndose así en el mayor grupo agroquímico del mundo.

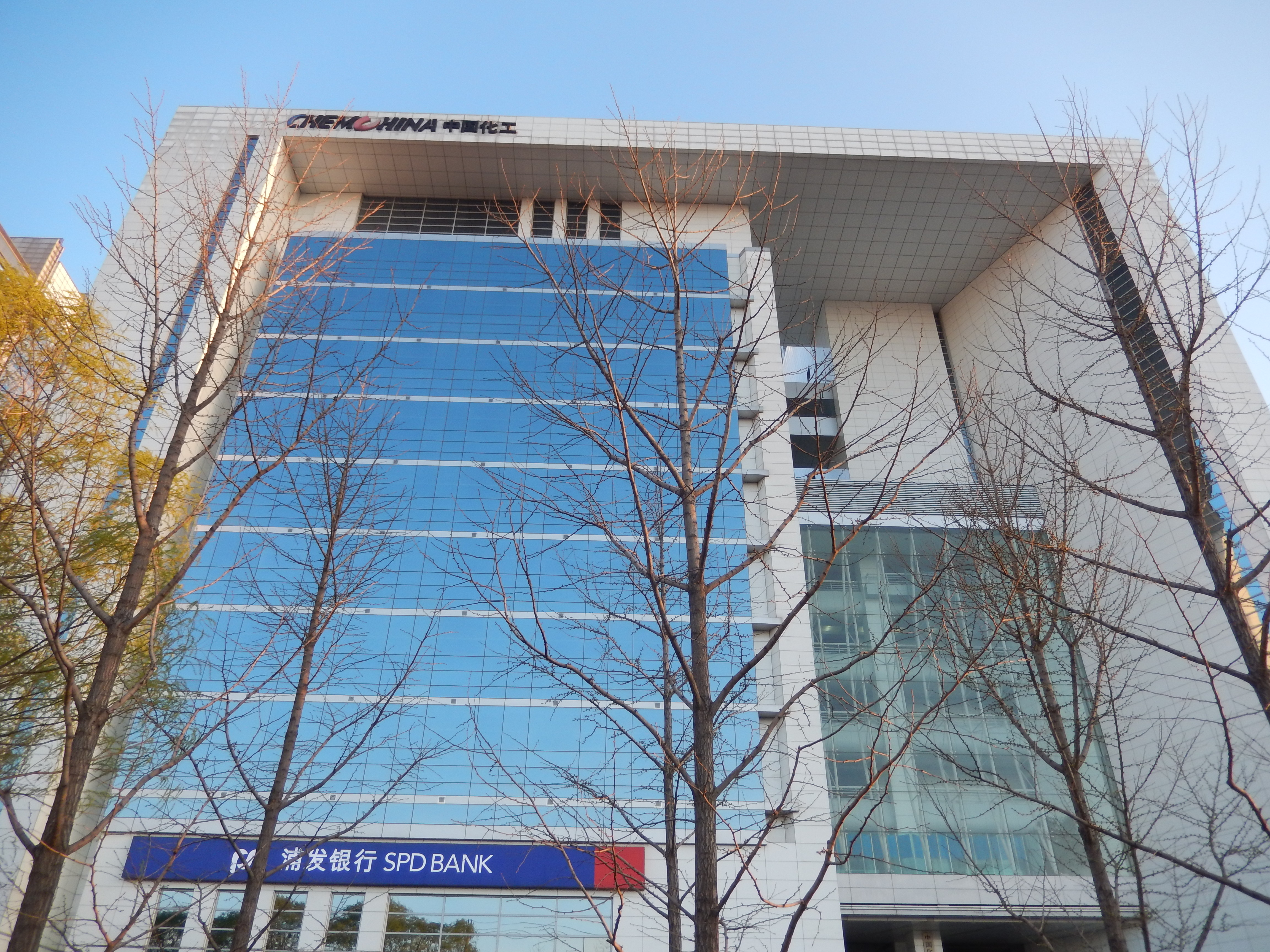
La Torre ChemChina en el distrito tecnológico de Haidian en Pekín, el cual opera como sede global de la compañía.